# Унија студената Републике Српске
Унија студената Републике Српске (УСРС) кровна је студентска организација у Републици Српској.

## Историја
Унија је основана 26. септембра 1999. године под називом „Студентска унија Републике Српске“ као студентска, непрофитна и невладина организација отворена за све студенте који студирају на универзитетима у Републици Српској.
Од 1. новембра 2008. дјелује под називом „Унија студената Републике Српске“ у складу са Законом о Унији студената Републике Српске (2009) и Законом о студентском организовању (2016).
Унија студената, као асоцијација студентских парламената свих високошколских установа Републике, пуноправна је чланица Европске студентске уније (енгл. European Students' Union), те регионалне иницијативе Students for Stability – South East InitativeGroup (SEIG) и Омладинског савјета Републике Српске.

## Дјелокруг
Унија усклађује рад студентских парламената свих високошколских установа Републике на заједничким програмима, расправља о питањима од заједничког интереса за студенте, те руководи активностима у области међународне сарадње. Унија је надлежна да:
- представља и заступа студенте пред органима Републике Српске;
- усклађује рад студентских представничких тијела;
- прати и унапређује интересе студената на нивоу Републике;
- учествује у изради прописа у области високог образовања и студентског стандарда и прати њихово спровођење;
- брине се о условима у којима дјелују студентска представничка тијела;
- именује представнике студената у међународне студентске организације и друге организације у којима учествују представници студената;
- афирмише и подстиче академску мобилност и међународну размјену студената;
- организује и учествује у организацији и финансирању домаћих и међународних пројеката чији је циљ побољшање општег положаја студената и заштита њихових интереса на локалном, регионалном, државном и међународном нивоу; и
- обавља и друге послове од интереса за студенте.

## Предсједници
Дужност предсједника Уније студената Републике Српске обављали су:
- Станислав Палија
- Батрић Шекара
- Новица Короман
- Милан Петковић
- Гордан Балабан
- Никола Дроњак
- Предраг Говедарица
- Боривој Обрадовић
- Милан Милишић
- Ратко Савић
- Милан Милишић
- Немања Бабић
- Стефан Слијепчевић
- Никола Бојић